# Liste des lieux patrimoniaux du comté de Wellington
Cet article recense les lieux patrimoniaux du comté de Wellington inscrits au répertoire des lieux patrimoniaux du Canada, qu'ils soient de niveau provincial, fédéral ou municipal.

## Liste
- Haut – A
- B
- C
- D
- E
- F
- G
- H
- I
- J
- K
- L
- M
- N
- O
- P
- Q
- R
- S
- T
- U
- V
- W
- X
- Y
- Z

| [ 1 ] | Lieu patrimonial                                                     | Illustration                                   | Municipalité           | Adresse                        | Coordonnées      | No    | Constr. | Prot.                                    | Rec. | Notes |
| ----- | -------------------------------------------------------------------- | ---------------------------------------------- | ---------------------- | ------------------------------ | ---------------- | ----- | ------- | ---------------------------------------- | ---- | ----- |
| M     | 107 James Street                                                     | Téléverser                                     | Centre Wellington (en) | 107, James Street              | 43.6823 -80.4326 | 9552  | 1852    | Municipal Heritage Designation (Part IV) | 2006 |       |
| M     | 198 St. Andrew Street West                                           | 198 St. Andrew Street West                     | Centre Wellington (en) | 198, St. Andrew Street W.      | 43.7049 -80.3786 | 10019 | 1881    | Municipal Heritage Designation (Part IV) | 1998 |       |
| M     | 240 Union Street West                                                | Téléverser                                     | Centre Wellington (en) | 240, Union Street West         | 43.7021 -80.3764 | 10675 | 1870    | Municipal Heritage Designation (Part IV) | 2006 |       |
| M     | 292 South River Road                                                 | Téléverser                                     | Centre Wellington (en) | 292, South River Road          | 43.6897 -80.4065 | 10676 | 1877    | Municipal Heritage Designation (Part IV) | 2001 |       |
| M     | 30 Moir Street                                                       | Téléverser                                     | Centre Wellington (en) | 30, Moir Street                | 43.6851 -80.4312 | 10683 | 1868    | Municipal Heritage Designation (Part IV) | 2006 |       |
| M     | 396 St. Andrew Street East                                           | Téléverser                                     | Centre Wellington (en) | 396, St. Andrew Street         | 43.7095 -80.3732 | 10686 |         | Municipal Heritage Designation (Part IV) | 1995 |       |
| M     | 40 McNab Street West                                                 | Téléverser                                     | Centre Wellington (en) | 40, McNab Street W             | 43.6791 -80.4266 | 10687 | 1864    | Municipal Heritage Designation (Part IV) | 2006 |       |
| M     | 425 Provost Lane                                                     | Téléverser                                     | Centre Wellington (en) | 425, Provost Lane              | 43.7061 -80.3821 | 10677 |         | Municipal Heritage Designation (Part IV) | 2006 |       |
| M     | 445 Provost Lane                                                     | Téléverser                                     | Centre Wellington (en) | 445, Provost Lane              | 43.7062 -80.3825 | 10680 |         | Municipal Heritage Designation (Part IV) | 1991 |       |
| M     | 7003 Highway 6                                                       | Téléverser                                     | Centre Wellington (en) | 7003, Highway 6                | 43.8195 -80.3827 | 10688 | 1860    | Municipal Heritage Designation (Part IV) | 2006 |       |
| M     | 7053 First Line                                                      | Téléverser                                     | Centre Wellington (en) | 7053, First Line               | 43.773 -80.4353  | 10689 | 1892    | Municipal Heritage Designation (Part IV) | 2006 |       |
| F     | Ancien hangar d'exercices d'Elora                                    | Ancien hangar d'exercices d'Elora              | Centre Wellington (en) | 40 High Street                 | 43.68 -80.429    | 11748 | 1865    | LHN                                      | 1989 |       |
| M     | Armoury Hall                                                         | Téléverser                                     | Centre Wellington (en) | 23, High Street                | 43.6605 -80.4604 | 10765 | 1865    | Municipal Heritage Designation (Part IV) | 1983 |       |
| M     | Belleside                                                            | Téléverser                                     | Centre Wellington (en) | 230, Hillside Drive            | 43.7078 -80.3716 | 10787 | 1836    | Municipal Heritage Designation (Part IV) | 1994 |       |
| M     | Brock Avenue Heritage Conservation District                          | Téléverser                                     | Centre Wellington (en) | 0, Brock Avenue                | 43.7017 -80.3847 | 9765  |         | Heritage Conservation District (Part V)  | 1998 |       |
| M     | Chalmers Manse                                                       | Téléverser                                     | Centre Wellington (en) | 14, Henderson Street           | 43.6826 -80.4331 | 9886  | 1861    | Municipal Heritage Designation (Part IV) | 1996 |       |
| M     | Commercial Hotel                                                     | Téléverser                                     | Centre Wellington (en) | 23, West Mill Street           | 43.681 -80.4305  | 10262 | 1848    | Municipal Heritage Designation (Part IV) | 2005 |       |
| M     | Elora Junior School                                                  | Téléverser                                     | Centre Wellington (en) | 75, Melville Street            | 43.6828 -80.4265 | 11031 | 1874    | Municipal Heritage Designation (Part IV) | 2002 |       |
| M     | Elora Post Office                                                    | Elora Post Office                              | Centre Wellington (en) | 128, Geddes Street             | 43.6836 -80.4307 | 10978 | 1911    | Municipal Heritage Designation (Part IV) | 1995 |       |
| M     | Ennotville Library                                                   | Téléverser                                     | Centre Wellington (en) | 7722, Sixth Line               | 43.6605 -80.4604 | 11183 |         | Municipal Heritage Designation (Part IV) | 2006 |       |
| M     | Fergus District High School                                          | Fergus District High School                    | Centre Wellington (en) | 680, Tower Street S.           | 43.6994 -80.3723 | 10953 | 1927    | Municipal Heritage Designation (Part IV) | 2006 |       |
| M     | Fergus Public Library                                                | Téléverser                                     | Centre Wellington (en) | 190, St. Andrew Street W.      | 43.7087 -80.376  | 11194 | 1911    | Municipal Heritage Designation (Part IV) | 1998 |       |
| M     | Groves Mill                                                          | Téléverser                                     | Centre Wellington (en) | 140, St. David Street S.       | 43.7045 -80.3745 | 15229 | 1881    | Municipal Heritage Designation (Part IV) | 1991 |       |
| M     | Mansfield Cottage                                                    | Téléverser                                     | Centre Wellington (en) | 200, Smith Street              | 43.684 -80.4327  | 11752 | 1895    | Municipal Heritage Designation (Part IV) | 2006 |       |
| M     | Market Scales Building                                               | Market Scales Building                         | Centre Wellington (en) | 150, Provost Lane              | 43.7044 -80.3847 | 11753 | 1904    | Municipal Heritage Designation (Part IV) | 1993 |       |
| F     | Refuge pour les pauvres du comté de Wellington                       | Refuge pour les pauvres du comté de Wellington | Centre Wellington (en) | 536 County Road 18             | 43.6927 -80.3984 | 7691  | 1877    | LHN                                      | 1995 |       |
| M     | Richard Moore House                                                  | Téléverser                                     | Centre Wellington (en) | 259, St. Andrew Street E.      | 43.7076 -80.3757 | 12433 | 1868    | Municipal Heritage Designation (Part IV) | 1992 |       |
| M     | St. John's Church                                                    | St. John's Church                              | Centre Wellington (en) | 36, Henderson Street           | 43.6834 -80.4318 | 11871 | 1875    | Municipal Heritage Designation (Part IV) | 2001 |       |
| M     | The Beatty Pool                                                      | The Beatty Pool                                | Centre Wellington (en) | 190, St. David Street South    | 43.7052 -80.3762 | 9745  | 1930    | Municipal Heritage Designation (Part IV) | 2006 |       |
| M     | The Old McLean House                                                 | Téléverser                                     | Centre Wellington (en) | 17, Henderson Street           | 43.6828 -80.4328 | 13242 | 1858    | Municipal Heritage Designation (Part IV) | 2000 |       |
| M     | 109 Surrey Street East                                               | Téléverser                                     | Guelph                 | 109, Surrey Street East        | 43.5447 -80.2441 | 14550 |         | Municipal Heritage Designation (Part IV) | 2004 |       |
| M     | 1453 Gordon Street                                                   | Téléverser                                     | Guelph                 | 1453, Gordon Street            | 43.5099 -80.196  | 14849 |         | Municipal Heritage Designation (Part IV) | 2006 |       |
| M     | 146 Waterloo Avenue                                                  | Téléverser                                     | Guelph                 | 146, Waterloo Avenue           | 43.5373 -80.2542 | 14543 |         | Municipal Heritage Designation (Part IV) | 1990 |       |
| M     | 204 College Avenue West                                              | Téléverser                                     | Guelph                 | 204, College                   | 43.5235 -80.2442 | 14544 |         | Municipal Heritage Designation (Part IV) | 1991 |       |
| M     | 22-26 Oxford Street, Guelph                                          | Téléverser                                     | Guelph                 | 22, Oxford Street              | 43.54 -80.25     | 2979  | 1872    | Municipal Heritage Designation (Part IV) | 1991 |       |
| M     | 221 Woolwich Street                                                  | 221 Woolwich Street                            | Guelph                 | 221, Woolwich Street           | 43.5486 -80.2547 | 10673 | 1840    | Municipal Heritage Designation (Part IV) | 1992 |       |
| M     | 24 Cambridge Street                                                  | Téléverser                                     | Guelph                 | 24, Cambridge Street           | 43.5432 -80.2551 | 10674 |         | Municipal Heritage Designation (Part IV) | 1995 |       |
| M     | 268-270 Woolwich Street                                              | 268-270 Woolwich Street                        | Guelph                 | 268, Woolwich Street           | 43.5494 -80.2564 | 10764 |         | Municipal Heritage Designation (Part IV) | 1980 |       |
| M     | 32 Liverpool Street                                                  | Téléverser                                     | Guelph                 | 32, Liverpool Street           | 43.5461 -80.2554 | 14551 |         | Municipal Heritage Designation (Part IV) | 1995 |       |
| M     | 341 Forestell Road                                                   | Téléverser                                     | Guelph                 | 341, Forestell Road            | 43.4799 -80.2172 | 13847 | 1866    | Municipal Heritage Designation (Part IV) | 2003 |       |
| M     | 49 Albert Street                                                     | Téléverser                                     | Guelph                 | 49, Albert Street              | 43.537 -80.2429  | 10681 | 1856    | Municipal Heritage Designation (Part IV) | 1992 |       |
| M     | 7 Waterloo Avenue                                                    | Téléverser                                     | Guelph                 | 7 Waterloo Avenue              | 43.5411 -80.2502 | 5509  | 1853    | Municipal Heritage Designation (Part IV) | 1989 |       |
| M     | 74-76 Liverpool Street                                               | 74-76 Liverpool Street                         | Guelph                 | 74, Liverpool Street           | 43.5456 -80.2564 | 14553 | 1872    | Municipal Heritage Designation (Part IV) | 1991 |       |
| M     | 8 Glenhill Place                                                     | Téléverser                                     | Guelph                 | 8, Glenhill Place              | 43.5565 -80.2508 | 14545 |         | Municipal Heritage Designation (Part IV) | 2003 |       |
| M     | 83 King Street                                                       | 83 King Street                                 | Guelph                 | 83, King Street                | 43.551 -80.2501  | 14546 | 1875    | Municipal Heritage Designation (Part IV) | 1994 |       |
| M     | 87 Liverpool Street                                                  | Téléverser                                     | Guelph                 | 87, Liverpool Street           | 43.5451 -80.2574 | 14554 | 1876    | Municipal Heritage Designation (Part IV) | 1992 |       |
| M     | 93-95 Nottingham Street                                              | Téléverser                                     | Guelph                 | 93, Nottingham Street          | 43.5388 -80.2493 | 13884 | 1880    | Municipal Heritage Designation (Part IV) | 1984 |       |
| M     | Alumni Centre                                                        | Téléverser                                     | Guelph                 | 0, Arboretum Road              | 43.5355 -80.2205 | 10776 | 1879    | Municipal Heritage Designation (Part IV) | 1982 |       |
| F     | Ancienne gare ferroviaire de Canadien National (VIA Rail/GO Transit) | Téléverser                                     | Guelph                 | 79 Carden Street               | 43.544 -80.247   | 4569  | 1911    | Heritage Railway Station                 | 1992 |       |
| M     | Bell O'Donnell House                                                 | Téléverser                                     | Guelph                 | 96, Water Street               | 43.5364 -80.2443 | 10786 |         | Municipal Heritage Designation (Part IV) | 1979 |       |
| M     | Bell-Carlton House                                                   | Téléverser                                     | Guelph                 | 40, Albert Street              | 43.5371 -80.242  | 10784 |         | Municipal Heritage Designation (Part IV) | 1979 |       |
| M     | Blacksmith Fountain                                                  | Blacksmith Fountain                            | Guelph                 | 59, Carden Street              | 43.544 -80.248   | 13845 | 1885    | Municipal Heritage Designation (Part IV) | 1988 |       |
| M     | County Jail and Governor's Residence                                 | County Jail and Governor's Residence           | Guelph                 | 74, Woolwich Street, Guelph    | 43.5476 -80.2486 | 10906 | 1911    | Municipal Heritage Designation (Part IV) | 1983 |       |
| M     | County Solicitor's Building                                          | Téléverser                                     | Guelph                 | 15, Douglas Street             | 43.5467 -80.2487 | 10908 | 1866    | Municipal Heritage Designation (Part IV) | 1980 |       |
| M     | County of Wellington Building                                        | County of Wellington Building                  | Guelph                 | 131, Wyndham Street N.         | 43.5468 -80.2499 | 10907 | 1868    | Municipal Heritage Designation (Part IV) | 2006 |       |
| M     | Dominion Public Building                                             | Téléverser                                     | Guelph                 | 138, Wyndham St. N             | 43.5468 -80.2503 | 10956 | 1935    | Municipal Heritage Designation (Part IV) | 2006 |       |
| M     | Duncan-McPhee Store                                                  | Téléverser                                     | Guelph                 | 1, Quebec Street, Guelph       | 43.5453 -80.2518 | 11749 | 1853    | Municipal Heritage Designation (Part IV) | 1983 |       |
| M     | Ferndell House                                                       | Ferndell House                                 | Guelph                 | 25, Mitchell Street            | 43.5508 -80.2511 | 13885 |         | Municipal Heritage Designation (Part IV) | 2004 |       |
| M     | Goldie Mill                                                          | Goldie Mill                                    | Guelph                 | 70, Norwich Street, Guelph     | 43.5508 -80.2539 | 10867 | 1866    | Municipal Heritage Designation (Part IV) | 1983 |       |
| M     | Gow's Bridge                                                         | Gow's Bridge                                   | Guelph                 | McCrae Boulevard               | 43.5439 -80.246  | 5518  | 1897    | Municipal Heritage Designation (Part IV) | 1990 |       |
| M     | Ancien hôtel de ville de Guelph                                      | Ancien hôtel de ville de Guelph                | Guelph                 | 59, Carden Street              | 43.544 -80.248   | 10090 | 1857    | Municipal Heritage Designation (Part IV) | 1978 |       |
| P     | Ancien hôtel de ville de Guelph                                      | Ancien hôtel de ville de Guelph                | Guelph                 | 59, Carden Street              | 43.5439 -80.248  | 8171  | 1857    | Ontario Heritage Foundation Easement     | 1988 |       |
| M     | Guelph Civic Museum                                                  | Guelph Civic Museum                            | Guelph                 | 6, Dublin Street South         | 43.5409 -80.2504 | 10097 | 1847    | Municipal Heritage Designation (Part IV) | 1977 |       |
| M     | Guelph Waterworks Engine House and Pumping Station                   | Téléverser                                     | Guelph                 | 29, Waterworks Place           | 43.5459 -80.2306 | 13849 | 1908    | Municipal Heritage Designation (Part IV) | 1997 |       |
| M     | H and R Block Building                                               | H and R Block Building                         | Guelph                 | 133, Wyndham Street N.         | 43.5469 -80.25   | 14142 | 1868    | Municipal Heritage Designation (Part IV) | 2006 |       |
| M     | Heffernan Street Footbridge                                          | Téléverser                                     | Guelph                 | 0, Heffernan Street            | 43.5484 -80.2472 | 13903 | 1914    | Municipal Heritage Designation (Part IV) | 1990 |       |
| F     | Ancien hôtel de ville de Guelph                                      | Téléverser                                     | Guelph                 | 59 Carden Street               | 43.5441 -80.248  | 7446  | 1857    | LHN                                      | 1984 |       |
| M     | I.O.D.E. Fountain                                                    | Téléverser                                     | Guelph                 |                                | 43.5454 -80.2521 | 13850 | 1914    | Municipal Heritage Designation (Part IV) | 1993 |       |
| M     | Idylwyld                                                             | Téléverser                                     | Guelph                 | 27, Barber Avenue              | 43.5471 -80.2643 | 8071  | 1880    | Municipal Heritage Designation (Part IV) | 1980 |       |
| F     | Maison McCrae                                                        | Maison McCrae                                  | Guelph                 | 108 Water Street               | 43.536 -80.2451  | 7673  |         | LHN                                      | 1966 |       |
| M     | Maison McCrae                                                        | Maison McCrae                                  | Guelph                 | 108, Water Street              | 43.5361 -80.2444 | 9894  |         | Municipal Heritage Designation (Part IV) | 1990 |       |
| F     | Manège militaire                                                     | Téléverser                                     | Guelph                 | Farquahar Street               | 43.543 -80.2475  | 4345  | 1907    | Édifice fédéral du patrimoine reconnu    | 1991 |       |
| M     | Massey Hall, Guelph                                                  | Massey Hall, Guelph                            | Guelph                 | 50, Stone Road E.              | 43.5318 -80.2285 | 11822 | 1903    | Municipal Heritage Designation (Part IV) | 1990 |       |
| M     | Maxwelton                                                            | Téléverser                                     | Guelph                 | 646, Paisley Road              | 43.5311 -80.2759 | 13904 | 1848    | Municipal Heritage Designation (Part IV) | 2000 |       |
| M     | McLean House                                                         | Téléverser                                     | Guelph                 | 21, Nottingham Street          | 43.5415 -80.248  | 13905 | 1847    | Municipal Heritage Designation (Part IV) | 2006 |       |
| M     | Medical Hall                                                         | Medical Hall                                   | Guelph                 | 12, Wyndham Street N.          | 43.5448 -80.2486 | 11825 | 1859    | Municipal Heritage Designation (Part IV) | 1979 |       |
| M     | Mill Lofts                                                           | Mill Lofts                                     | Guelph                 | 26, Ontario Street             | 43.5444 -80.2394 | 11827 | 1902    | Municipal Heritage Designation (Part IV) | 2003 |       |
| M     | Norwich Street Bridge                                                | Téléverser                                     | Guelph                 | 0, Norwich Street              | 43.5503 -80.2525 | 13906 | 1882    | Municipal Heritage Designation (Part IV) | 1998 |       |
| F     | Our Lady of the Immaculate Conception                                | Our Lady of the Immaculate Conception          | Guelph                 | 28 Norfolk Street              | 43.5437 -80.2508 | 7646  | 1888    | LHN                                      | 1990 |       |
| M     | Pagani House                                                         | Téléverser                                     | Guelph                 | 13, Evergreen Drive            | 43.5264 -80.2209 | 13853 | 1961    | Municipal Heritage Designation (Part IV) | 2002 |       |
| M     | Parkview                                                             | Téléverser                                     | Guelph                 | 88, London Road West           | 43.5481 -80.2597 | 10930 | 1895    | Municipal Heritage Designation (Part IV) | 1983 |       |
| M     | Perry-Scroggie House                                                 | Téléverser                                     | Guelph                 | 15, Oxford Street              | 43.546 -80.2538  | 11882 | 1862    | Municipal Heritage Designation (Part IV) | 1983 |       |
| M     | Phoenix Mill                                                         | Téléverser                                     | Guelph                 | 358, Waterloo Street           | 43.532 -80.2599  | 12077 |         | Municipal Heritage Designation (Part IV) | 1989 |       |
| M     | President's House                                                    | Téléverser                                     | Guelph                 | 100, College Ave. E.           | 43.528 -80.2232  | 11890 | 1882    | Municipal Heritage Designation (Part IV) | 1985 |       |
| M     | Provincial Winter Fair Building                                      | Téléverser                                     | Guelph                 | 1, Carden Street               | 43.5435 -80.2494 | 11892 | 1900    | Municipal Heritage Designation (Part IV) | 1998 |       |
| M     | Speed River Bicycle Shop                                             | Speed River Bicycle Shop                       | Guelph                 | 135, Wyndham Street            | 43.5469 -80.25   | 13241 | 1874    | Municipal Heritage Designation (Part IV) | 2006 |       |
| M     | St. James the Apostle Anglican Church                                | Téléverser                                     | Guelph                 | 86, Glasgow                    | 43.5432 -80.2565 | 12847 | 1892    | Municipal Heritage Designation (Part IV) | 1989 |       |
| M     | Stone Road Bridge                                                    | Stone Road Bridge                              | Guelph                 | 0, Stone Road                  | 43.5471 -80.1973 | 13192 | 1916    | Municipal Heritage Designation (Part IV) | 2004 |       |
| M     | Stone Store                                                          | Téléverser                                     | Guelph                 | 32, Gordon Street              | 43.5364 -80.2386 | 13221 | 1845    | Municipal Heritage Designation (Part IV) | 1981 |       |
| M     | Sunnyside                                                            | Téléverser                                     | Guelph                 | 16, Arthur Street North        | 43.5482 -80.2431 | 9663  | 1854    | Municipal Heritage Designation (Part IV) | 1980 |       |
| M     | Sunset                                                               | Téléverser                                     | Guelph                 | 74, Paisley Road               | 43.544 -80.2556  | 11869 | 1874    | Municipal Heritage Designation (Part IV) | 1985 |       |
| M     | The Bell House                                                       | The Bell House                                 | Guelph                 | 21, Oxford Street              | 43.5459 -80.254  | 13253 | 1875    | Municipal Heritage Designation (Part IV) | 1987 |       |
| M     | The Boat House                                                       | Téléverser                                     | Guelph                 | 116, Gordon Street             | 43.5397 -80.2431 | 13222 |         | Municipal Heritage Designation (Part IV) | 1997 |       |
| M     | The Petrie Building                                                  | Téléverser                                     | Guelph                 | 15, Wyndham Street             | 43.5451 -80.248  | 9897  | 1882    | Municipal Heritage Designation (Part IV) | 1990 |       |
| M     | The Schoolhouse                                                      | Téléverser                                     | Guelph                 | 611, Silvercreek Parkway North | 43.5541 -80.2999 | 13855 | 1865    | Municipal Heritage Designation (Part IV) | 2006 |       |
| M     | Torrance Public School                                               | Téléverser                                     | Guelph                 | 151, Waterloo Avenue           | 43.5372 -80.2545 | 13856 | 1910    | Municipal Heritage Designation (Part IV) | 1998 |       |
| P     | Wellington Hotel                                                     | Téléverser                                     | Guelph                 | 147, Wyndham Street North      | 43.5477 -80.2505 | 8205  | 1877    | Ontario Heritage Foundation Easement     | 1980 |       |
| M     | Wood Cottage                                                         | Téléverser                                     | Guelph                 | 280, Palmer Street             | 43.556 -80.2398  | 10656 |         | Municipal Heritage Designation (Part IV) | 2003 |       |